# ڄام ساقی
ڄام ساقی (سندی: ڄام ساقي؛ ۳۱ اکتبر ۱۹۴۴ – ۵ مارس ۲۰۱۸) سیاست‌مدار اهل پاکستان بود. وی قبلاً دبیرکل حزب کمونیست پاکستان بود. او حزب کمونیست را در سال ۱۹۹‍۱ ترک کرد و به حزب مردم پاکستان و گروه مبارزات تروتسکیست پیوست. وی با اختر سلطان ازدواج کرده بود. ساقی بیش از ۱۵ سال زندانی بوده‌است.